# 赵振 (南凉)
赵振（?—?），十六国时广武（治今甘肃省永登县南）人，南凉开国功臣。
赵振小时候就喜欢奇谋异计。395年，听说秃发乌孤在廉川（今青海省民和回族土族自治县西北），他便抛家舍业，前去做秃发乌孤的慕僚。秃发乌孤喜不自禁：“我得到了这位赵先生，大事就算成功了！”加封赵振为左司马。398年，羌人梁饥进攻西平（今青海省西宁市），西平人田玄明向秃发乌孤求援。左司马赵振说：“杨轨新败，凉国吕氏强盛，洪池以北，我们没希望得到。洪池岭以南的五个郡，我们还可以夺取。大王若无开拓疆土的志向，我不敢说什么了。如果打算经营四方，机不可失。一旦让羌人占领西平，华、夷震动，非我之利。”秃发乌孤采纳。击破羌人。俘斩数万，得西平郡、乐都、湟河郡、浇河郡等郡。

## 延伸阅读
[在维基数据编辑]